# Liste der Stolpersteine in Wierden
Die Liste der Stolpersteine in Wierden enthält Stolpersteine, die im Rahmen des gleichnamigen Projekts von Gunter Demnig in der niederländischen Gemeinde Wierden in der Provinz Overijssel verlegt wurden. Stolpersteine sind Opfern des Nationalsozialismus gewidmet, all jenen, die vom NS-Regime drangsaliert, deportiert, ermordet, in die Emigration oder in den Suizid getrieben wurden. Demnig verlegt für jedes Opfer einen eigenen Stein, im Regelfall vor dem letzten selbst gewählten Wohnsitz.
Die ersten Verlegungen von Stolpersteinen im Gemeindegebiet erfolgten am 19. Juni 2012 in Enter.

## Verlegte Stolpersteine

### Enter
Im Dorf Enter wurden 17 Stolpersteine an sechs Anschriften verlegt.
| Stolperstein | Übersetzung | Verlegort               | Name, Leben                                 |
| ------------ | --- | ----------------------- | ------------------------------------------- |
|              | HIER WOHNTE ADOLF NATHANS GEB. 1883 DEPORTIERT 1942 AUS WESTERBORK ERMORDET 28.2.1943 AUSCHWITZ                | Enter, Dorpsstraat 85 · | Adolf Nathans (1883–1943)                   |
|              | HIER WOHNTE AMALIA NATHANS- BAMBERG GEB. 1884 DEPORTIERT 1942 AUS WESTERBORK ERMORDET 2.11.1942 AUSCHWITZ      | Enter, Dorpsstraat 85 · | Amalia Nathans-Bamberg (1884–1942)          |
|              | HIER WOHNTE ARON SAMUEL GEB. 1879 DEPORTIERT 1943 AUS WESTERBORK ERMORDET 23.4.1943 SOBIBOR                    | Enter, Dorpsstraat 124  | Aron Samuel Samuel (1879–1943), genannt Sam |
|              | HIER WOHNTE CLARA ANNA SAMUEL GEB. 1917 DEPORTIERT 1943 AUS WESTERBORK ERMORDET 21.5.1943 SOBIBOR              | Enter, Dorpsstraat 124  | Clara Anna Samuel (1917–1943)               |
|              | HIER WOHNTE DINA SAMUEL GEB. 1924 DEPORTIERT 1942 AUS WESTERBORK ERMORDET 2.11.1942 AUSCHWITZ                  | Enter, Dorpsstraat 126  | Dina Samuel (1924–1942)                     |
|              | HIER WOHNTE EMIEL SAMUËL GEB. 1920 DEPORTIERT 1943 AUS WESTERBORK ERMORDET 28.5.1943 SOBIBOR                   | Enter, Dorpsstraat 146  | Emiel Samuël (1920–1943)                    |
|              | HIER WOHNTE IZAK SAMUËL GEB. 1909 DEPORTIERT 1943 AUS WESTERBORK ERMORDET 21.5.1943 SOBIBOR                    | Enter, Dorpsstraat 134  | Izak Samuël (1909–1943)                     |
|              | HIER WOHNTE IZAK SAMUEL GEB. 1919 DEPORTIERT 1942 AUS WESTERBORK ERMORDET 31.3.1944 AUSCHWITZ                  | Enter, Dorpsstraat 126  | Izak Samuel (1919–1944)                     |
|              | HIER WOHNTE MARCUS SAMUËL GEB. 1885 DEPORTIERT 1943 AUS WESTERBORK ERMORDET 21.5.1943 SOBIBOR                  | Enter, Dorpsstraat 146  | Marcus Samuël (1885–1943)                   |
|              | HIER WOHNTE ESTHER SAMUEL- BAMBERG GEB. 1881 DEPORTIERT 1943 AUS WESTERBORK ERMORDET 23.4.1943 SOBIBOR         | Enter, Dorpsstraat 124  | Esther Samuel-Bamberg (1881–1943)           |
|              | HIER WOHNTE GERTRUD SAMUËL- GRÜNEWALD GEB. 1894 DEPORTIERT 1943 AUS WESTERBORK ERMORDET 2.11.1942 SOBIBOR      | Enter, Dorpsstraat 146  | Gertrud Samuël-Grünewald (1894–1942)        |
|              | HIER WOHNTE LENA GESINA SAMUËL-ROSENDAAL GEB. 1914 DEPORTIERT 1943 AUS WESTERBORK ERMORDET 21.5.1943 SOBIBOR   | Enter, Dorpsstraat 134  | Lena Gesina Samuël-Rosendaal (1914–1943)    |
|              | HIER WOHNTE SOPHIE SAARTJE SAMUEL-ZWARTS GEB. 1894 DEPORTIERT 1942 AUS WESTERBORK ERMORDET 2.11.1942 AUSCHWITZ | Enter, Dorpsstraat 126  | Sophia Saartje Samuel-Zwarts (1894–1942)    |
|              | HIER WOHNTE HARTOG SPANJAR GEB. 1887 DEPORTIERT 1943 AUS WESTERBORK ERMORDET 21.5.1943 SOBIBOR                 | Enter, Zwiksweg 14      | Hartog Spanjar (1887–1943)                  |
|              | HIER WOHNTE ISRAEL SPANJAR GEB. 1912 DEPORTIERT 1943 AUS WESTERBORK ERMORDET 21.5.1943 SOBIBOR                 | Enter, Zwiksweg 14      | Israel Spanjar (1912–1943)                  |
|              | HIER WOHNTE SALOMON SPANJAR GEB. 1919 DEPORTIERT 1943 AUS WESTERBORK ERMORDET 21.5.1943 SOBIBOR                | Enter, Zwiksweg 14      | Salomon Spanjar (1919–1943)                 |
|              | HIER WOHNTE BERTHA SPANJAR- SALMAGNE GEB. 1885 DEPORTIERT 1943 AUS WESTERBORK ERMORDET 21.5.1943 SOBIBOR       | Enter, Zwiksweg 14      | Bertha Spanjar-Salmagne (1885–1943)         |

### Wierden
Im Dorf Wierden wurden drei Stolpersteine an zwei Anschriften verlegt.
| Stolperstein | Übersetzung                                                             | Verlegort                  | Name, Leben                       |
| ------------ | ----------------------------------------------------------------------- | -------------------------- | --------------------------------- |
|              | HIER WOHNTE JOSEPH LEESER GEB. 1874 ERMORDET 23.4.1943 SOBIBOR          | Wierden, Appelhofstraat 14 | Joseph Leeser (1874–1943)         |
|              | HIER WOHNTE JOHANNA LEESER- KEIZER GEB. 1873 ERMORDET 23.4.1943 SOBIBOR | Wierden, Appelhofstraat 14 | Johanna Leeser-Keizer (1873–1943) |
|              | HIER WOHNTE ELISABETH LUTRAAN GEB. 1923 ERMORDET 31.1.1944 AUSCHWITZ    | Wierden, Stationsstraat 29 | Elisabeth Lutraan (1923–1944)     |

## Verlegedaten
Die Stolpersteine dieser Gemeinde wurden von Gunter Demnig persönlich verlegt:
- 19. Juni 2012: Enter
- 25. Oktober 2013: Wierden

Am Haus Stationsstraat 29 wurde eine Gedenktafel für Helena und Simon de Haas angebracht.